# Abborrtjärnen (Sunnemo socken, Värmland)
Abborrtjärnen är en sjö i Hagfors kommun i Värmland och ingår i Göta älvs huvudavrinningsområde.